# Wenerand
Wenerand – imię męskie pochodzenia łacińskiego, oznaczające „godny uwielbienia, szacunku”. Istnieją dwaj potwierdzeni w źródłach święci katoliccy o tym imieniu. 
W innych językach:
- łacina – Venerandus
- angielski – Venerandus
- francuski – Vénérand
- włoski – Venerando.

Forma żeńska: Wenera (Weneranda).
Wenerand imieniny obchodzi: 
- 18 stycznia[2], jako wspomnienie św. Weneranda, biskupa Clermont od 385 r. n.e.[2]
- 25 maja[2], jako wspomnienie św. Weneranda, wspominanego razem ze św. Maksymem[2].